# 80. Oscar-gála
A 80. Oscar-gálát, melynek során 2007 legjobb filmjeit jutalmazták, 2008. február 24-én rendezték meg a Los Angeles-i Kodak Theatre-ben, Hollywoodban. A házigazda 2006 után másodjára Jon Stewart volt. Ez a hetedik alkalom, hogy a Kodak Theatre-ben tartották a díjkiosztót, és a 33. alkalom, hogy az USA-ban az ABC közvetítette a ceremóniát, amire 2014-ig volt kizárólagos joga. A show producere a posztot tizennegyedik alkalommal betöltő Gil Gates volt. A díjátadót mindössze 32 millió amerikai néző kísérte figyelemmel, ami negatív rekord.[forrás?] Egyben a nézők által leggyengébbre értékelt ceremónia is volt.[forrás?]
A jelöltek listáját 2008. január 21-én jelentették be a Beverly Hills-i Samuel Goldwyn Theaterben. A legjobb filmnek járó szobrot, s további hármat a Nem vénnek való vidék kapta. Ezt követi A Bourne-ultimátum, mely mindhárom nominációját díjra váltotta; két-két kategóriában győzedelmeskedett továbbá a Vérző olaj és a Piaf.

## Díjazottak
| Kategória                     | Győztes                                      |                       |
| ----------------------------- | -------------------------------------------- | --------------------- |
| Legjobb film                  | Nem vénnek való vidék                        |                       |
| Legjobb férfi főszereplő      | Daniel Day-Lewis                             | Vérző olaj            |
| Legjobb női főszereplő        | Marion Cotillard                             | Piaf                  |
| Legjobb férfi mellékszereplő  | Javier Bardem                                | Nem vénnek való vidék |
| Legjobb női mellékszereplő    | Tilda Swinton                                | Michael Clayton       |
| Legjobb rendező               | Joel és Ethan Coen                           | Nem vénnek való vidék |
| Legjobb eredeti forgatókönyv  | Juno                                         |                       |
| Legjobb adaptált forgatókönyv | Nem vénnek való vidék                        |                       |
| Legjobb fényképezés           | Vérző olaj                                   |                       |
| Legjobb vágás                 | A Bourne-ultimátum                           |                       |
| Legjobb díszlet               | Sweeney Todd, a Fleet Street démoni borbélya |                       |
| Legjobb jelmez                | Elizabeth: Az aranykor                       |                       |
| Legjobb smink                 | Piaf                                         |                       |
| Legjobb eredeti filmzene      | Vágy és vezeklés                             |                       |
| Legjobb eredeti betétdal      | Egyszer                                      | „Falling Slowly”      |
| Legjobb hang                  | A Bourne-ultimátum                           |                       |
| Legjobb hangvágás             | A Bourne-ultimátum                           |                       |
| Legjobb vizuális effektusok   | Az arany iránytű                             |                       |
| Legjobb animációs film        | L’ecsó                                       |                       |
| Legjobb idegen nyelvű film    | Pénzhamisítók                                | Ausztria              |
| Legjobb dokumentumfilm        | Taxi to the Dark Side                        |                       |
| Legjobb rövid dokumentumfilm  | Freeheld                                     |                       |
| Legjobb animációs rövidfilm   | Peter & the Wolf                             |                       |
| Legjobb rövidfilm             | Le Mozart des pickpockets                    |                       |

## Kategóriák és jelöltek
Nyertesek félkövérrel jelölve

### Legjobb film
- Juno (Lianne Halfon, Mason Novick, Russell Smith)
- Michael Clayton (Sydney Pollack, Jennifer Fox, Kerry Orent)
- Nem vénnek való vidék – (Scott Rudin, Ethan Coen, Joel Coen)
- Vágy és vezeklés – (Tim Bevan, Eric Fellner, Paul Webster)
- Vérző olaj (JoAnne Sellar, Paul Thomas Anderson, Daniel Lupi)

### Legjobb színész
- George Clooney (Michael Clayton)
- Daniel Day-Lewis (Vérző olaj)
- Johnny Depp (Sweeney Todd, a Fleet Street démoni borbélya)
- Tommy Lee Jones (Elah völgyében)
- Viggo Mortensen (Eastern Promises – Gyilkos ígéretek)

### Legjobb színésznő
- Cate Blanchett (Elizabeth: Az aranykor)
- Julie Christie (Egyre távolabb)
- Marion Cotillard (Piaf)
- Laura Linney (Apu vad napjai)
- Ellen Page (Juno)

### Legjobb mellékszereplő színész
- Casey Affleck (Jesse James meggyilkolása, a tettes a gyáva Robert Ford)
- Javier Bardem (Nem vénnek való vidék)
- Philip Seymour Hoffman (Charlie Wilson háborúja)
- Hal Holbrook (Út a vadonba)
- Tom Wilkinson (Michael Clayton)

### Legjobb mellékszereplő színésznő
- Cate Blanchett (I'm Not There – Bob Dylan életei)
- Ruby Dee (Amerikai gengszter)
- Saoirse Ronan (Vágy és vezeklés)
- Amy Ryan (Hideg nyomon)
- Tilda Swinton (Michael Clayton)

### Legjobb rendező
- Paul Thomas Anderson (Vérző olaj)
- Joel és Ethan Coen (Nem vénnek való vidék)
- Tony Gilroy (Michael Clayton)
- Jason Reitman (Juno)
- Julian Schnabel (Szkafander és pillangó)

### Legjobb eredeti forgatókönyv
- Apu vad napjai (Tamara Jenkins)
- Juno (Diablo Cody)
- L’ecsó (Brad Bird, Jan Pinkava, Jim Capobianco)
- Michael Clayton (Tony Gilroy)
- Plasztik szerelem (Nancy Oliver)

### Legjobb adaptált forgatókönyv
- Egyre távolabb (Sarah Polley)
- Nem vénnek való vidék (Joel Coen, Ethan Coen)
- Szkafander és pillangó (Ronald Harwood)
- Vágy és vezeklés (Christopher Hampton)
- Vérző olaj (Paul Thomas Anderson)

### Legjobb fényképezés
- Jesse James meggyilkolása, a tettes a gyáva Robert Ford (Roger Deakins)
- Nem vénnek való vidék (Roger Deakins)
- Szkafander és pillangó (Janusz Kamiński)
- Vágy és vezeklés (Seamus McGarvey)
- Vérző olaj (Robert Elswit)

### Legjobb vágás
- A Bourne-ultimátum (Christopher Rouse)
- Nem vénnek való vidék (Roderick Jaynes)
- Szkafander és pillangó (Juliette Welfling)
- Út a vadonba (Jay Cassidy)
- Vérző olaj (Dylan Tichenor)

### Legjobb díszlet
- Amerikai gengszter (Arthur Max, Beth A. Rubino)
- Az arany iránytű (Dennis Gassner, Anna Pinnock)
- Sweeney Todd, a Fleet Street démoni borbélya (Dante Ferretti, Francesca Lo Schiavo)
- Vágy és vezeklés (Sarah Greenwood, Katie Spencer)
- Vérző olaj (Jack Fisk, Jim Erickson)

### Legjobb jelmez
- Across the Universe (Albert Wolsky)
- Elizabeth: Az aranykor (Alexandra Byrne)
- Piaf (Marit Allen)
- Sweeney Todd, a Fleet Street démoni borbélya (Colleen Atwood)
- Vágy és vezeklés (Jacqueline Durran)

### Legjobb smink
- A Karib-tenger kalózai: A világ végén (Ve Neill, Martin Samuel)
- Norbit (Rick Baker, Kazuhiro Tsuji)
- Piaf (Didier Lavergne, Jan Archibald)

### Legjobb eredeti filmzene
- Börtönvonat Yumába (Marco Beltrami)
- L’ecsó (Michael Giacchino)
- Michael Clayton (James Newton Howard)
- Papírsárkányok (Alberto Iglesias)
- Vágy és vezeklés (Dario Marianelli)

### Legjobb eredeti betétdal
- A szeretet szimfóniája – Jamal Joseph, Charles Mack, Tevin Thomas: „Raise It Up”
- Bűbáj – Alan Menken, Stephen Schwartz: „Happy Working Song”
- Bűbáj – Alan Menken, Stephen Schwartz: „That's How You Know”
- Bűbáj – Alan Menken, Stephen Schwartz: „So Close”
- Egyszer – Glen Hansard, Markéta Irglová: „Falling Slowly”

### Legjobb hang
- A Bourne-ultimátum (Scott Millan, David Parker, Kirk Francis)
- Börtönvonat Yumába (Paul Massey, David Giammarco, Jim Stuebe)
- L’ecsó (Randy Thom, Michael Semanick, Doc Kane)
- Nem vénnek való vidék (Skip Lievsay, Craig Berkey, Greg Orloff, Peter F. Kurland)
- Transformers (Kevin O'Connell, Greg P. Russell, Peter J. Devlin)

### Legjobb hangvágás
- A Bourne-ultimátum (Karen M. Baker, Per Hallberg)
- L’ecsó (Randy Thom, Michael Silvers)
- Nem vénnek való vidék (Skip Lievsay)
- Transformers (Ethan Van der Ryn, Mike Hopkins)
- Vérző olaj (Matthew Wood, Christopher Scarabosio)

### Legjobb vizuális effektek
- Az arany iránytű (Michael L. Fink, Bill Westenhofer, Ben Morris, Trevor Wood)
- A Karib-tenger kalózai: A világ végén (John Knoll, Hal T. Hickel, Charlie Gibson, John Frazier)
- Transformers (Scott Farrar, Scott Benza, Russell Earl, John Frazier)

### Legjobb animációs film
- L’ecsó (Brad Bird)
- Persepolis (Marjane Satrapi, Vincent Paronnaud)
- Vigyázz, kész, szörf! (Ash Brannon, Chris Buck)

### Legjobb idegen nyelvű film
- 12 (Oroszország)
- Beaufort (Izrael)
- Katyń (Lengyelország)
- Mongol (Kazahsztán)
- Pénzhamisítók (Ausztria)

### Legjobb dokumentumfilm
- No End in Sight (Charles Ferguson, Audrey Marrs)
- Operation Homecoming: Writing the Wartime Experience (Richard Robbins)
- Sicko (Michael Moore, Meghan O'Hara)
- Taxi to the Dark Side (Alex Gibney, Eva Orner)
- War Dance (Andrea Nix, Sean Fine)

### Legjobb rövid dokumentumfilm
- Freeheld (Cynthia Wade, Vanessa Roth)
- La corona (Amanda Micheli, Isabel Vega)
- Salim Baba (Tim Sternberg, Francisco Bello)
- Sari's Mother (James Longley)

### Legjobb animációs rövidfilm
- Même les pigeons vont au paradis (Samuel Tourneux, Vanesse Simon)
- I Met the Walrus (Josh Raskin)
- Madame Tutli-Putli (Chris Lavis, Maciek Szczerbowski)
- Moya lyubov (Aleksandr Petrov)
- Peter & the Wolf (Suzie Templeton, Hugh Welchman)

### Legjobb rövidfilm
- Le Mozart des pickpockets (Philippe Pollet-Villard)
- Om Natten (Christian E. Christiansen, Louise Vesth)
- Il supplente (Andrea Jublin)
- Tanghi argentini (Guy Thys, Anja Daelemans)
- The Tonto Woman (Daniel Barber, Matthew Brown)

## Végső eredmény
(Győzelem/jelölés)
| 4/8 | Nem vénnek való vidék                        |
| 3/3 | A Bourne-ultimátum                           |
| 2/7 | Vérző olaj                                   |
| 2/3 | Piaf                                         |
| 1/7 | Michael Clayton                              |
| 1/7 | Vágy és vezeklés                             |
| 1/5 | L’ecsó                                       |
| 1/4 | Juno                                         |
| 1/3 | Sweeney Todd, a Fleet Street démoni borbélya |
| 1/2 | Elizabeth: Az aranykor                       |
| 1/2 | Az arany iránytű                             |
| 1/1 | Egyszer                                      |